# Montevallo (Alabama)
Montevallo es una ciudad ubicada en el condado de Shelby en el estado estadounidense de Alabama. En el censo de 2000, su población era de 4825.

## Demografía
En el 2000 la renta per cápita promedia del hogar era de $ 30.541$, y el ingreso promedio para una familia era de 40.164$. El ingreso per cápita para la localidad era de 16.468$. Los hombres tenían un ingreso per cápita de 36.222$ contra 23.705$ para las mujeres.

## Geografía
Montevallo está situado en 33°6′18″N 86°51′46″O / 33.10500, -86.86278 (33.104927, -86.862817)
Según la Oficina del Censo de los EE. UU., la ciudad tiene un área total de 7.60 millas cuadradas (19.69 km²).